# К'єтіль Янсруд
К'єтіль Янсруд (норв. Kjetil Jansrud, 28 серпня 1980) — норвезький гірськолижник, олімпійський чемпіон та призер Олімпійських ігор, чемпіон світу та призер чемпіонатів світу. 
Золоту олімпійську медаль та звання олімпійського чемпіона Янсруд виборов на Олімпіаді 2014 року в Сочі в супергігантському слаломі.
На Олімпіаді у Ванкувері в гігантському слаломі він був другим. На іграх у Сочі Янсруд виграв ще й бронзову медаль в швидкісному спуску.